# Constanci (secretari d'Àtila)
Constanci (en llatí Constantius) era un romà nascut a la Gàl·lia que va arribar a secretari privat d'Àtila i del seu germà Bleda, als que Aeci va recomanar.
Constanci era un home molt rapaç. Enviat com ambaixador a Teodosi va prometre a aquest emperador afavorir els interessos imperials si li donava una dama rica en matrimoni. Teodosi li va donar a una filla de Saturní, comes domesticorum, que era molt rica, però Zenó, prefecte d'Orient, s'hi va casar primer. Constanci es va queixar a Àtila que l'emperador no el gratificava amb una dama adequada i el rei dels huns va amenaçar d'envair Grècia. Teodosi no va poder trobar cap dama rica i adequada i Àtila ho va considerar una causa per fer la guerra.
Durant aquesta guerra va assetjar Sírmium, i el bisbe de la ciutat va enviar a Constanci una gran quantitat d'or i plata pertanyents a l'església com a rescat si la ciutat era ocupada i queia en mans dels atacants. Però Constanci se'ls va quedar i els va deixar en mans del banquer imperial Silvà. Després de la conquesta de Sírmium, Àtila es va assabentar del robatori pel bisbe, i va exigir a Teodosi que li entregués a Silvà i les seves propietats, però Teodosi s'hi va negar. Àtila va allargar la guerra durant un any i va acusar Constanci de traïció i el va fer crucificar.